# Économie de la Basse-Normandie
La Basse-Normandie regroupait 3 départements : le Calvados, la Manche et l'Orne.

## Chiffres clés
Répartition des estimations d'emploi salarié et non salarié par secteur d'activité (Source Insee) :
- Secteur primaire : 6,5 %
- Secteur secondaire : 35 %
- Secteur tertiaire : 58,5 %

La Basse-Normandie est : 
- la première région agricole notamment 1re pour la production de beurre, de fromages frais et de fromages à pâte molle, la production de pommes à cidre et de produits cidricoles, la production de poireaux et navets ;
- la première région en nombre de chevaux, avec 12 % du cheptel équin national ;
- la quatrième région pour l'industrie automobile (derrière la Franche-Comté, l'Alsace et la Lorraine).

La région se distingue également par la part de l'économie sociale dans l'emploi salarié. Hors agriculture, elle emploie 55 400 salariés, soit 12,1 % des salariés bas-normands, ce qui en fait l'une des régions où ce taux est le plus fort, après la Bretagne (13,5 %), Poitou-Charentes et les Pays de la Loire (12,4 %), et Languedoc-Roussillon (12,3 %). Le tissu associatif (9 % des salariés bas-normands), les coopératives (2,2 %) et les mutuelles sont en effet fortement implanté dans les 3 départements.

## Historique

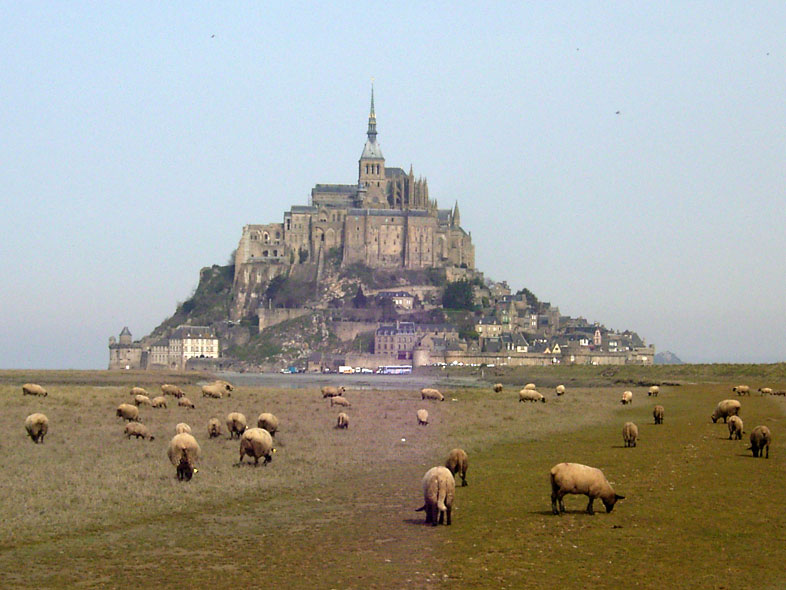
Moutons pré-salés dans la baie du Mont-Saint-Michel

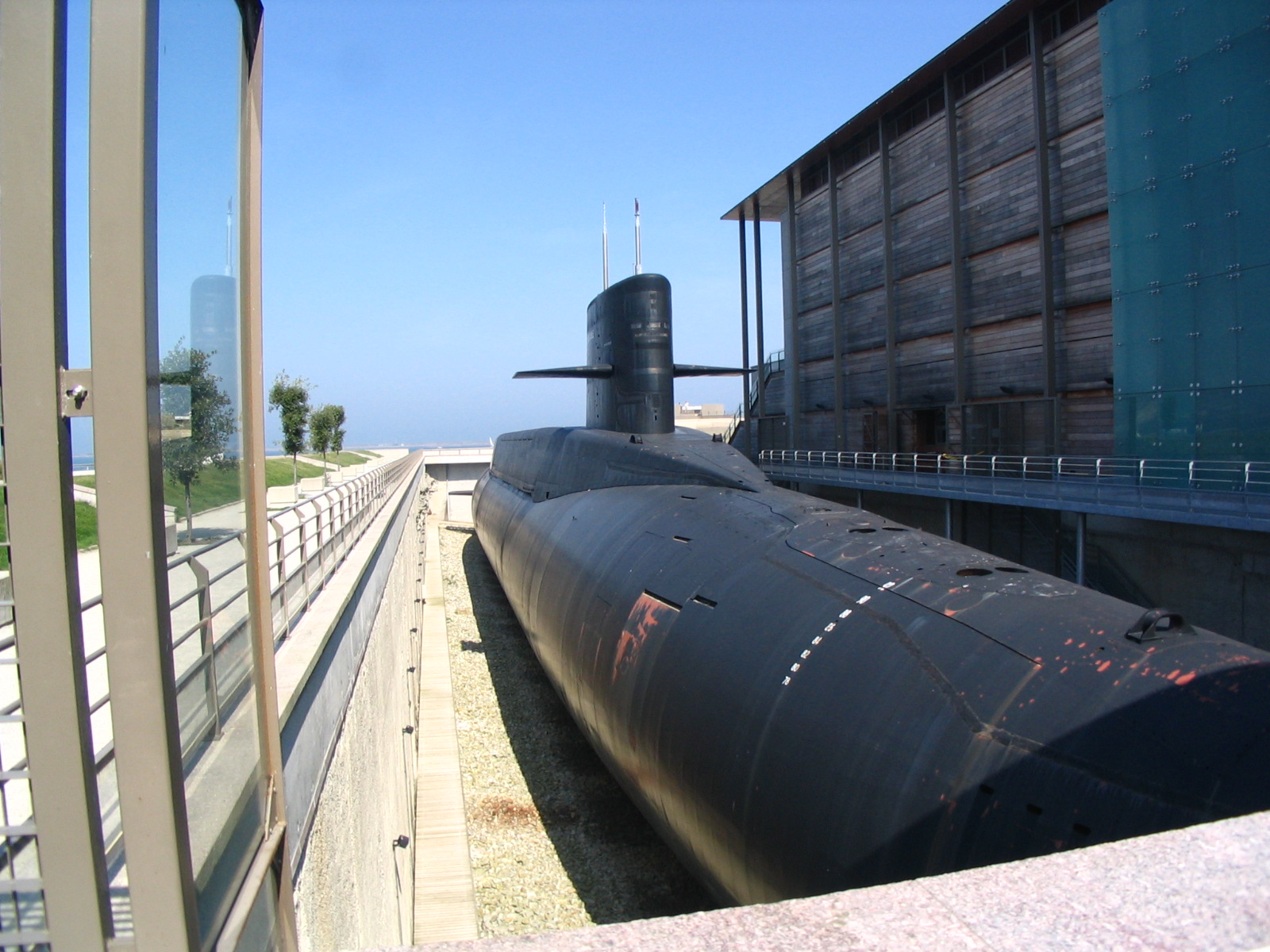
Le Redoutable, sous-marin construit à partir de 1964 et 1967, à l'Arsenal de Cherbourg

Terre de bocages, la Basse-Normandie est traditionnellement agricole. La réputation des produits laitiers normands (crème, beurre, fromages) a alimenté le développement progressif d'une industrie agro-alimentaire, à travers des coopératives laitières et puis les abattoirs industriels. Le travail du fer est attesté depuis le XIIe siècle, de nombreuses forges et fenderies sont construites aux XVIe et XVIIe siècles. En 1727 la production de clous de la région de Tinchebray avec Chanu capitale du clou normand est d'un niveau national. Au XVIIIe et XIXe siècles, plusieurs gisements de fer participent à l'éclosion d'une industrie métallurgique. Quelques villes normandes se font connaître également pour leur textile (dentelle d'Alençon) tandis que l'implantation d'un arsenal militaire à Cherbourg structure une filière de construction navale dans le Nord-Cotentin.
Alors qu'à la faveur de la révolution industrielle, agriculture et agro-alimentaire se mécanisent, le XXe siècle voit une désindustrialisation importante, compensée par l'émergence de quelques établissements industriels phares. Au début du siècle, l'allemand Thyssen ouvre la Société des Hauts Fourneaux et Aciéries de Caen qui devient en 1924 la Société métallurgique de Normandie (SMN). En 1937, la société Moulin-Légumes (Moulinex à partir de 1957) s'installe à Alençon et ouvre plusieurs établissements en Basse-Normandie et en Mayenne.
Au sortir de la Seconde Guerre mondiale, plus de la moitié des actifs travaillait encore dans l'agriculture, contre un gros tiers au niveau national. Les Trente Glorieuses voient le développement d'un tissu industriel géographiquement spécialisé : la région caennaise développe l'électronique (Radiotechnique en 1957, filiale de Philips, aujourd'hui Philips Composants) et l'automobile (la Saviem en 1956, à Blainville-sur-Orne, et de Citroën en 1963 à Cormelles-Le-Royal), le Nord-Cotentin adopte l'industrie nucléaire (usine de retraitement de la Hague en 1966, sous-marins nucléaires à DCNS Cherbourg) et maritime (les Constructions mécaniques de Normandie et l’Union Industrielle et d’Entreprise, construction de plates-formes pétrolières en 1973, à Cherbourg). S'ajoutent l’électronique à Alençon, la construction mécanique à Lisieux, Alençon et Flers, le textile à Flers et Condé-sur-Noireau.
La crise s'est abattue dans les années 1980. La SMN, devenu Unimétal sous le giron d'Usinor-Sacilor en 1981, réduit peu à peu sa voilure, jusqu'à sa fermeture en 1993. Dans le même temps, l'industrie automobile caennaise se sépare de la moitié de ses effectifs et le textile normand licencie lourdement. À Cherbourg, les établissements de Cogema-la Hague et EDF à Flamanville ont absorbé la fermeture de l'UIE et les réductions d'effectifs d'Alcatel-CIT. Après une faible reprise, la région affronte plusieurs crises profondes à l'aune de l'an 2000, dont la fermeture de deux des cinq plus gros employeurs. En effet, Moulinex, plus gros employeur industriel (6 700 employés en 1990 à Alençon, Ifs, Saint-Lô, Argentan, et Falaise) en redressement judiciaire a été racheté par SEB en 2001, qui ferme les usines bas-normandes, tandis que sa filiale CGME est reprise par ses cadres sous le nom d'Euromoteurs, avec les unités de Carpiquet et Saint-Lô sans réussir à se relancer, et qu'elle entraîne dans sa chute les sous-traitants Marbo, Deal et Siber dans l'Orne. Unimetal (Mondeville), Akai (Honfleur), et l'unité viroise de Valeo, mettent également la clé sous la porte, la DCN et les CMN finissent la taille sévère dans leurs effectifs. Philips Composants, Renault Véhicules Industriels et Isoroy réduisent leur effectif dans le Calvados.

## Le secteur primaire

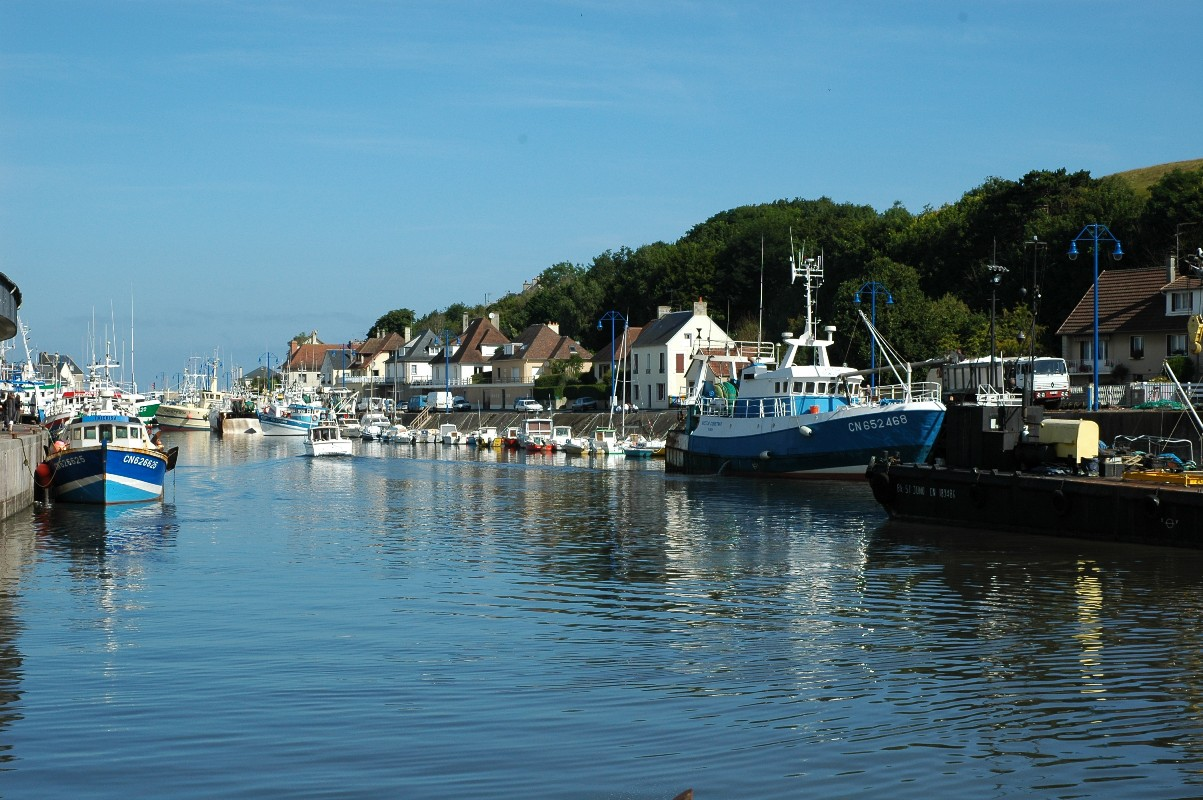
Bateaux de Port-en-Bessin

Avec 73 % du territoire en surface agricole, et la part de l'emploi agricole la plus forte en France (7 %), la Basse-Normandie est une région à forte identité agricole. L'élevage (bovins pour le lait et la viande, porcs, volailles et lapins, moutons, chevaux) et la culture (céréales et oléoprotéagineux, lin, betteraves, pommes de terre, légumes, fruits, horticulture) se côtoient.
La Basse-Normandie est la première région française pour la production de beurre, de fromages frais et de fromages à pâte molle, la production de pommes à cidre et de produits cidricoles, la production de poireaux et navets, la production de lin textile.
La région est également la première en nombre de chevaux. La filière équine, organisée autour d'un pôle de compétitivité à vocation nationale et régionale, emploie 6 000 salariés sur 70 000 hectares, avec 1 400 haras dont deux haras nationaux, celui de Saint-Lô (spécialisé dans la compétition sportive) et le Haras du Pin. De ces élevages sont nées les races du cob normand et du selle français. Deauville est devenu mondialement célèbre pour ses ventes annuelles de Pur-sang, et le Calvados accueille plusieurs centres de recherches vétérinaires (Centre d'imagerie et de recherche sur les affections locomotrices équines, Institut pathologique du cheval, Labéo). L'ensemble du secteur représenterait 270 millions d'euros.
Région côtière sur 471 km, la Basse-Normandie concentrait en 2002 10,7 % de la flotte française avec 602 navires en activité et 2 400 marins professionnels. Les ports de pêche principaux sont : Cherbourg, Granville, Port-en-Bessin et Grandcamp-Maisy (disposant tous les 4 d'une criée), ainsi que Honfleur, Saint-Vaast-la-Hougue, Ouistreham, et Trouville. La région accueille aussi plusieurs bassins conchylicoles (huîtres et moules).
Les produits laitiers, cidricoles et coquillages normands sont certifiés par douze AOC (produits laitiers, cidricoles), de nombreux Labels rouges et Certificats de conformité produit.

## Le secteur secondaire
L'industrie s'est traditionnellement développée autour de 2 pôles régionaux : Caen (électronique et automobile) et Cherbourg (construction navale et énergie).
La Basse-Normandie compte très peu d'établissements importants, parmi lesquels on trouve de grands groupes français ou internationaux (Renault, Peugeot SA, Valeo, Robert Bosch, NXP, Lactalis, Areva NC, EDF) et quelques réussites locales (ACOME, Maîtres Laitiers du Cotentin…).

### Agroalimentaire

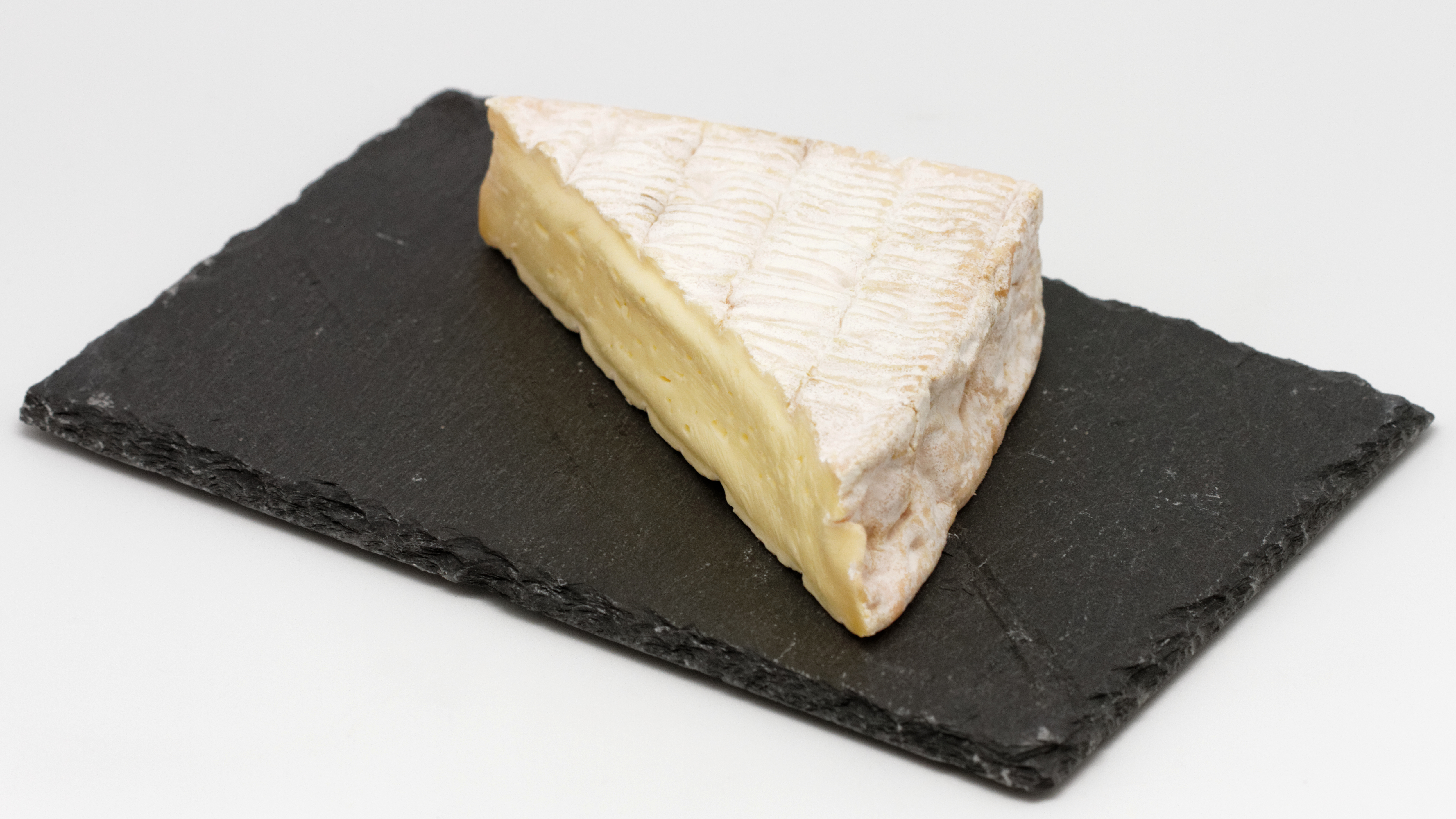
Pont-l'évêque

Réputée pour son élevage bovin et sa production laitière, l'industrie agroalimentaire est le premier employeur industriel régional.
Représentant 21 000 emplois, soit 21,4 % des emplois industriels de la région, elle s'articule autour de la transformation du lait (Elvir, Maîtres laitiers du Cotentin, Coopérative Isigny-Sainte-Mère, Compagnie des fromages, Lactalis, Danone et Stonyfield Farm, filiale du premier spécialisée dans le bio, Nestlé, Gloria) et de la production de viandes (Socopa, Viandes du Cotentin, Soviba, Société normande de volaille, Charal, Abattoirs industriels de la Manche, Les Salaisons de Brocéliande, Fléchard, Charles Amand (andouilles)…). Le programme Reine-Mathilde piloté par l'Institut de l'élevage vise à soutenir la conversion à l'agriculture biologique des exploitants intéressés ; Danone-Stonyfield Farm possède une usine spécialisée dans les produits laitiers bio au Molay-Littry, à 40 km de Caen.
L’industrie liée aux produits de la mer se développe également à travers Cuisimer à Carentan, Salmona à Cherbourg-Octeville, Charles Amand à Vire, Frial à Bayeux et Nutrimer à Carpiquet.

### Construction électrique et électronique
Ce secteur, longtemps moteur de l'industrie normande (19000 emplois en 2000) n'est plus que l'ombre de lui-même. Moulinex a entraîné dans sa chute (suppression de 3000 emplois directs) des sous-traitants, tout comme les usines d'Alcatel de Tourlaville et de Coutances, repris par Sanmina France et Elvia avec réductions d'effectif, réduisant d'un tiers les emplois de cette filière. L'électrique et l'électronique restent cependant le deuxième employeur de la région (16 % de l'effectif industriel total bas-normand).
Aujourd'hui, le secteur se structure autour de l'agglomération caennaise, avec NXP, et la fabrication de composants pour automobile par Robert Bosch Electronique et SC2N-Valéo. L'électronique s'appuie également sur les 1200 employés d'ACOME, SCOP fabriquant de la fibre optique. L'électroménager n'existe plus depuis la mise en liquidation judiciaire en mars 2007 d'Euromoteurs (ex Compagnie générale des moteurs électriques) qui employait 143 salariés à Saint-Lô.
La constitution d'un pôle de compétitivité « Transactions électroniques sécurisées » (Pôle TES) autour de NXP, Oberthur, France Telecom R&D et des laboratoires de recherches de Caen, ainsi que la constitution du Campus Normandie Technologie (dont l'École nationale supérieure d'ingénieurs de Caen), devrait redonner une bouffée d'oxygène à cette filière.

### Automobile
Le secteur automobile emploie 13 % des salariés de l'industrie bas-normande. Les trois quarts de la dizaine de milliers d'emplois : PSA Peugeot Citroën à Cormelles-le-Royal, Renault Trucks à Blainville-sur-Orne, Faurecia à Flers, Robert-Bosch Electronique à Mondeville, Sofedit au Theil, Chéreau à Ducey, DONALDSON à Domjean. En ajoutant la sous-traitance liée (travail des métaux, plasturgie, équipements électriques), la filière automobile dépasserait les 26 000 emplois.
Le pôle de compétitivité Normandy Motor Valley a été mis en place en 2005, autour du Technopôle du Madrillet, de l'Université de Rouen, des écoles d'ingénieurs caennaise et rouennaise, et des entreprises Renault Trucks, Citroën (Ifs), Valeo (Condé-sur-Noireau), Faurecia, Labinal (Vire), Société Bertrand Faure, la Snecma (Vernon). Les objectifs de ce pôle dépassent les moteurs pour automobiles, mais vise à devenir leader pour la propulsion automobile, aéronautique et spatiale. Il est associé au projet Vestapolis d'Île-de-France, dans le projet à vocation mondiale Mov'eo.

### Métallurgie et transformation des métaux
L'Orne a longtemps accueilli sur ses rives des forges, s'appuyant sur les mines de fer de Soumont-Saint-Quentin, Saint-Rémy, La Ferrière-aux-Étangs, ainsi que celles de Diélette (Flamanville), Barenton et Mortain, ou encore les mines de charbon de Littry. Au XVIIIe siècle, la production de clous de la zone cloutière de Chanu près de Tinchebray était d'un niveau national,. Les Hauts-fourneaux de la Société métallurgique de Normandie à Colombelles symbolisait cette industrie. Villedieu-les-Poêles travaille le cuivre et les cloches depuis plusieurs siècles (Fonderie Cornille-Havard) .
Actuellement, malgré les fermetures de Vaujois, APM-Valfond, et Sonofoque, après celle d'Unimétal-SMN, le travail des métaux représente encore le quatrième secteur de la région avec 11 000 salariés, répartis dans beaucoup de petits établissements (les 2/3 ont moins de dix salariés). On trouve notamment les sociétés Tréfimétaux (Rai), Nomel (La Ferté-Frênel) et Guy Degrenne (Vire).
3 systèmes productifs locaux ont été mis en place contre la crise, autour de la quincaillerie (Tinchebray), de la mécanique (Flers), et du travail des métaux (le triangle Vire - Sourdeval - Villedieu-les-Poêles appelé Vallée des Alliages).

### Nucléaire et énergie
Le Nord-Cotentin concentre une importante spécialisation nucléaire, avec la centrale nucléaire de Flamanville, l'usine de retraitement de La Hague et DCNS (ex-Direction des constructions navales). Selon un rapport du Conseil économique et social régional, le nucléaire emploie 9 500 personnes, auxquels s'ajoutent « 800 chercheurs et 150 doctorants », soit 13 000 emplois en comptabilisant les emplois induits.
La Basse-Normandie a produit en 2003 17 700 Gwh d'électricité. L'implantation future de l'EPR sur le site de Flamanville doit accentuer encore la puissance locale de cette filière.

### Textile et accessoires
L'industrie du textile du XVIIIe et XIXe siècles présente à Flers, Condé-sur-Noireau et Alençon, a subi des mutations et n'a pas résisté à la mécanisation et à la concurrence internationale. Elle est désormais orientée vers le luxe, et hors des zones traditionnelles, avec dans le Sud-Manche les Tricots Saint-James et Louis Vuitton,  dans le nord  la fabrique des Véritables Parapluies de Cherbourg à Tourlaville et la Tricoterie du Val de Saire.

### Transformation du bois
Malgré le département de la Manche qui est le moins boisé de France (6,5 % du territoire), le secteur du bois, du papier et du carton (Hamelin, Alliora, Otor) représente 5200 emplois en Basse-Normandie, s'appuyant sur les forêts ornaises et l'important trafic de bois via le port de Caen-Ouistreham.

### Sciences, pharmaceutique et hygiène
Concentré dans le Calvados, le secteur pharmaceutique et de l'hygiène est l'un des rares à créer des emplois (1 800 en 2004). Schering-Plough (médicaments), Laboratoires Gilbert (parfums et produits de toilettes), Bottu Aventis Pharma dans l'agglomération caennaise, Famar (médicaments) à L'Aigle, Roval (parfums et produits de toilette) à Flers et Dermophil Indien à Magny-le-Désert sont les entreprises principales du secteur.
La région accueille un important pôle de recherche avec Cyceron (Cyclotron Biomédical de Caen), l'Institut des sciences de la matière et du rayonnement (ISMRA), le Grand accélérateur national d’ions lourds (GANIL) ainsi qu'un des centres de recherche et développement en télécommunications (Orange Labs, ex S.E.P.T.) du Groupe Orange.

### Plasturgie
La filière plasturgique emploie 4 500 salariés (4 % de l'effectif industriel bas-normand), particulièrement dans l'Orne pour laquelle elle a permis une redynamisation de l'industrie. Alençon a développé un pôle de formation adaptée, avec l’Institut Supérieur de Plasturgie d’Alençon (ISPA) et l’Institut Supérieur du Moule (ISMO).

## Le secteur tertiaire

### Le tourisme et les loisirs
Le tourisme en Normandie est une tradition, essentiellement avec les stations balnéaires de la côte que symbolise la création de Deauville au XIXe siècle. Avec quelques lieux phares, comme le Mont-Saint-Michel, les plages du Débarquement, ou Deauville-Trouville, 7 % des emplois bas-normands sont liés au tourisme, et 8 % du PIB régional, essentiellement sur la côte, et très saisonnier.
À l'intérieur des terres se trouvent la Suisse normande, le long de l'Orne, et la station thermale de Bagnoles-de-l'Orne.
Avec trois parcs naturels régionaux (Parc naturel régional des Marais du Cotentin et du Bessin, Parc naturel régional du Perche et Parc naturel régional Normandie-Maine), le tourisme vert prend un essor, permettant un rééquilibrage vers des zones traditionnellement moins fréquentées (Orne et Sud-Manche). La diversité des paysages permet tout type de tourisme, qu'il soit culturel, historique, balnéaire ou rural.
Les ports de plaisances bas-normands proposent 10 000 places.

### Le commerce
La Basse-Normandie est le fief de la famille Haley, créateurs du groupe Promodès, qui détenait les magasins Continent, Promocash, avant sa fusion avec Carrefour.
Comme ailleurs en France, les grandes surfaces nationales remplacent les petits commerces, avec la particularité de la préservation de petits bourgs commerçants dans les campagnes. L'emploi dans la commerce a crû de 1,2 % l'an dernier, principalement dans le commerce de détail.
Le commerce de gros dépend essentiellement de l'agriculture et de l'agroalimentaire.

### Transports
La façade maritime favorise les échanges, d'où l'existence de plusieurs ports de commerce liés au transit passagers et marchandises (Cherbourg-Octeville et Ouistreham).
Concernant le trafic routier, la Basse-Normandie dispose de trois autoroutes :
- l'A 84 : Caen - Rennes
- l'A 13 : Caen - Paris
- l'A 28 : Rouen - Tours via Alençon
- l'A 88 : Caen à l'A 28 (Sées)

La Ligne Mantes-la-Jolie - Cherbourg via Caen dessert le nord de la région, tandis que la ligne Paris-Granville traverse l'Orne et le Sud-Manche. Des liaisons régionales et interrégionales joignent Caen et Tours et desservent Trouville-Deauville.